# Erik Benzelius den äldre
Erik Benzelius den äldre eller Ericus Henrici Benzelius Bothniensis, född 16 december 1632 i Luleå, död 17 februari 1709 i Uppsala, var en svensk professor i teologi, rektor för Uppsala universitet, riksdagsman, biskop i Strängnäs stift 1687–1700 och ärkebiskop av Uppsala 1700–1709. Tre av hans söner blev också ärkebiskopar.

## Uppväxt
Erik Benzelius var son till nämndemannen Henrik Jakobsson och Margareta Jonsdotter. Släktnamnet upptogs av Erik Benzelius efter den by i Luleå där han var född, Bensbyn. Han kom till Uppsala redan som barn och började studera vid universitetet så tidigt som 1644. Studierna kunde finansieras genom att en farbroder saknade arvingar och tog den unge Erik Benzelius till sig och flyttade med honom till Uppsala, sedan barnet liksom sina föräldrar visat på begåvning. Benzelius undervisades av Petrus Arensbeckius, och enligt vissa källor ska han under en tid undervisats i Härnösand. Studierna inriktades tidigt på humaniora och språk: latin, grekiska, och orientaliska språk. Därefter började han studera teologi.

## Universitetsåren
1648 blev Benzelius inskriven i den Västerbottniska nationen vid Uppsala universitet, och blev 1658 notarie vid filosofiska fakulteten. Han disputerade 1654 för Johannes Laurbergius, och 1658 för Jonas Sundelius med en avhandling om Aristoteles Politiken. 1660 promoverades han till filosofie magister, anställdes samma år av Magnus De la Gardie som informator för dennes söner, och begav sig med sin elev Gustaf Adolf De la Gardie på utrikes studieresa 1663, och besökte universitet i Tyskland, Frankrike, England, Holland och Belgien. Han disputerade i teologi i Giessen med avhandlingen De vitando Syncretismo. Under resan kom han i kontakt med nya religiösa strömningar, som kväkarna, vilket ledde till att hans ortodoxi förstärktes, och varken som teolog eller som präst skulle han gå utanför de redan givna dogmatiska gränserna. Han kom därmed i opposition till Jesper Svedberg och Haquin Spegel, som båda var reformivrare, men samtidigt blev han en bundförvant till den ortodoxe kung Karl XI.
Återkommen till Sverige utnämndes Benzelius till extra ordinarie Hist. et Philos. Pract. professor i Uppsala, året därpå till extra ordinarie teologie professor. Sistnämnda år prästvigdes han och erhöll Näs pastorat och prebende. 1668 fick han en ordinarie professur och blev kyrkoherde i Börje församling. Han befordrades därefter inom teologiska fakulteten med högre professurer (professurerna i teologi var rangordnade). 1675 blev han teologie doktor och kyrkoherde i Vaksala. Benzelius var rektor för Uppsala universitet 1674 och 1680. Om hans lärargärning brukar framhållas att han föreläste i mycket vitt skilda teologiska ämnen, däribland biblisk geografi, men det var framför allt som kyrkohistoriker som han skaffade sig ett namn. Han ansågs för sin tids främste teolog i Sverige, huvudsakligen beroende på hans stora lärdom.

## Biskopsgärning
1687 blev Benzelius biskop i Strängnäs stift, enhälligt vald av stiftets präster. I den befattningen fick han i uppdrag att undervisa kronprinsen, sedermera kung Karl XII, i teologi. Benzelius författade Breviarium historiæ ecclesiasticæ, vilket enligt en äldre uppfattning var skrivet till Karl XII, en uppfattning som modifierats. Han författade 1694 en handbok i predikokonst, Epitome rhetoricæ ecclesiasticæ, som var lärobok för blivande präster i över hundra år. Han kallades 1689 till den statliga kommission som skulle ta ställning till cartesianismen, och var överlag ofta bortrest från sitt stift på offentliga uppdrag, men han sägs ändå ha skött sin stol till belåtenhet. I synnerhet värnade han om katekesundervisningen och skola. 
Från 1675 representerade Benzelius prästståndet i riksdagen, och han hade genom sin lärdom och ställning flera politiska uppdrag, däribland att se över 1686 års kyrkolag, 1695 års psalmbok och överseende av den nya Bibelöversättning som kom 1703 (Karl XII:s bibel) och till vilken han författade ett förord.  Hans motstånd mot reformer innebar att Karl XII:s bibel bara blev en mindre redigerad version av den tidigare.
År 1700 utsågs Benzelius till ärkebiskop och universitetets prokansler, och var i den befattningen när han nio år senare avled. Den stora branden i Uppsala 1702 inträffade under Benzelius tid som ärkebiskop, och han förlorade själv två gårdar. Branden påverkade hela stadens ekonomiska förhållanden, och i synnerhet universitetet och kyrkan. Uppbyggnaden av staden ålåg Benzelius såsom ärkebiskop och prokansler, varmed han hade så fullt upp att han inte hade mycket tid över för universitetets inre förhållanden. Han ingrep mot pietismen genom en rannsakning 1705.
Hans grav återfinns i Uppsala domkyrka. Sonen Erik lät uppföra en minnesvård, där det står: "Min salig faders ömma omsorg för min uppfostran och kärlek samt omkostnad på mig förgäter jag då först när jag förgäter mig själv."

## Äktenskap och barn
Erik Benzelius var första gången gift (1668–1693) med Margaretha Odhelia som tillhörde Bureätten. Hon var dotter till professor Erik Odhelius och Margareta Laurelia, som var dotter till Olof Laurelius. 1695 gifte Benzelius om sig med Anna Mackeij, dotter till brukspatronen Isak Mackey, men fick inga barn i det andra äktenskapet. De barn som inte inträtt i kyrkans tjänst blev adlade för faderns förtjänster med namnet Benzelstierna.
- Margareta Benzelia, gift med biskopen professor Olaus Nezelius
- Christina Benzelia, gift 1. med akademiräntmästare Petrus Halenius (adlad Hallenstedt), 2. med biskop electus Zacharias Esberg (sönerna adlade Bergenskjöld)
- Erik Benzelius den yngre, ärkebiskop
- Olof Benzelstierna, assessor i Svea hovrätt
- Lars Benzelstierna, bergsråd och landshövding
- Jakob Benzelius, ärkebiskop
- Nils Benzelstierna, kapten
- Gustaf Benzelstierna, kunglig sekreterare och Censor Librorum
- Henrik Benzelius, ärkebiskop